# Федоров Микола Ілліч (вчений)
Микола Ілліч Федоров (біл. Мікалай Ільіч Фёдараў; 12 березня 1925 — 20 березня 2009) — білоруський вчений у галузі лісової фітопатології. Доктор біологічних наук (1971), професор (1973). Автор наукових праць з питань хвороб лісових порід Білорусі, біології дереворуйнівних грибів, патологічної фізіології дерев, культивування їстівних грибів, деревознавства.
З 1947 року до кінця життя працював у Білоруському державному технологічному університеті (БДТУ).
Підготував 25 кандидатів та 2 докторів наук. Засновник білоруської наукової школи лісової фітопатології.
19 грудня 2014 року в БДТУ відкрито меморіальну дошку ученому. 